# Copa Fed Juvenil 2016
La Copa Fed Juvenil de 2016 es la 31.ª edición del torneo de tenis junior femenino. Participan dieciséis equipos, agrupados en cuatro grupos de cuatro países.

## Participan
| - Argentina - Bielorrusia - Canadá - Estados Unidos | - Hungría - India - Japón - Marruecos | - Nueva Zelanda - Perú - Polonia - Reino Unido | - República Checa - Rusia - Tailandia - Uruguay |

## Eliminatoria

### Grupo A
| País        | Jugados | Ganados | Perdidos | Puntos | Partidos (G-P) | Sets (G-P) | Juegos (G-P) |
| ----------- | ------- | ------- | -------- | ------ | -------------- | ---------- | ------------ |
| Rusia       | 3       | 3       | 0        | 3      | 9-0            | 18-0       | 110-40       |
| Tailandia   | 3       | 2       | 1        | 2      | 4-5            | 8-12       | 80-97        |
| Argentina   | 3       | 1       | 2        | 1      | 3-6            | 6-13       | 65-99        |
| Bielorrusia | 3       | 0       | 3        | 0      | 2-7            | 7-14       | 79-98        |

### Grupo B
| País    | Jugados | Ganados | Perdidos | Puntos | Partidos (G-P) | Sets (G-P) | Juegos (G-P) |
| ------- | ------- | ------- | -------- | ------ | -------------- | ---------- | ------------ |
| Polonia | 3       | 3       | 0        | 3      | 8-1            | 17-4       | 114-53       |
| Canadá  | 3       | 2       | 1        | 2      | 6-3            | 14-7       | 104-82       |
| Hungría | 3       | 1       | 2        | 1      | 4-5            | 8-11       | 71-88        |
| India   | 3       | 0       | 3        | 0      | 0-9            | 1-18       | 48-114       |

### Grupo C
| País        | Jugados | Ganados | Perdidos | Puntos | Partidos (G-P) | Sets (G-P) | Juegos (G-P) |
| ----------- | ------- | ------- | -------- | ------ | -------------- | ---------- | ------------ |
| Japón       | 3       | 3       | 0        | 3      | 8-1            | 16-4       | 108-60       |
| Reino Unido | 3       | 2       | 1        | 2      | 7-2            | 15-5       | 101-60       |
| Uruguay     | 3       | 1       | 2        | 1      | 2-7            | 6-14       | 64-101       |
| Marruecos   | 3       | 0       | 3        | 0      | 1-8            | 3-17       | 57-109       |

### Grupo D
| País            | Jugados | Ganados | Perdidos | Puntos | Partidos (G-P) | Sets (G-P) | Juegos (G-P) |
| --------------- | ------- | ------- | -------- | ------ | -------------- | ---------- | ------------ |
| Estados Unidos  | 3       | 3       | 0        | 3      | 9-0            | 18-0       | 108-30       |
| República Checa | 3       | 2       | 1        | 2      | 5-4            | 10-8       | 83-67        |
| Perú            | 3       | 1       | 2        | 1      | 3-6            | 7-12       | 69-91        |
| Nueva Zelanda   | 3       | 0       | 3        | 0      | 1-8            | 2-17       | 37-109       |

## Play-Off
|  | Semifinales    | Semifinales    |   |       | Final        | Final |  |
|  |                |                |   |       |              |       |  |
|  |                |                |   |       |              |       |  |
|  | Rusia          | 1              |   |       |              |       |  |
|  | Polonia        | 2              |   |       |              |       |  |
|  |                |                |   |       |              |       |  |
|  |                |                |   |       |              |       |  |
|  |                |                |   |       | Polonia      | 2     |  |
|  |                | Estados Unidos | 1 |       |              |       |  |
|  |                |                |   |       |              |       |  |
|  |                |                |   |       |              |       |  |
|  |                |                |   |       | Tercer lugar |       |  |
|  |                |                |   |       |              |       |  |
|  | Japón          | 0              |   | Rusia | 3            |       |  |
|  | Estados Unidos | 3              |   |       | Japón        | 0     |  |

## Puestos del 5 al 8
|  | 5° al 8°        | 5° al 8°        |   |           | 5 y 6°      | 5 y 6° |  |
|  |                 |                 |   |           |             |        |  |
|  |                 |                 |   |           |             |        |  |
|  | Tailandia       | 0               |   |           |             |        |  |
|  | Canadá          | 3               |   |           |             |        |  |
|  |                 |                 |   |           |             |        |  |
|  |                 |                 |   |           |             |        |  |
|  |                 |                 |   |           | Canadá      | 2      |  |
|  |                 | República Checa | 1 |           |             |        |  |
|  |                 |                 |   |           |             |        |  |
|  |                 |                 |   |           |             |        |  |
|  |                 |                 |   |           | 7 y 8°      |        |  |
|  |                 |                 |   |           |             |        |  |
|  | Reino Unido     | 1               |   | Tailandia | 1           |        |  |
|  | República Checa | 2               |   |           | Reino Unido | 2      |  |

## Puestos del 9 al 12
|  | 9° al 12° | 9° al 12° |   |           | 9 y 10°  | 9 y 10° |  |
|  |           |           |   |           |          |         |  |
|  |           |           |   |           |          |         |  |
|  | Argentina | 1         |   |           |          |         |  |
|  | Hungría   | 2         |   |           |          |         |  |
|  |           |           |   |           |          |         |  |
|  |           |           |   |           |          |         |  |
|  |           |           |   |           | Hungría  | 1       |  |
|  |           | Perú      | 2 |           |          |         |  |
|  |           |           |   |           |          |         |  |
|  |           |           |   |           |          |         |  |
|  |           |           |   |           | 11 y 12° |         |  |
|  |           |           |   |           |          |         |  |
|  | Uruguay   | 1         |   | Argentina | 2        |         |  |
|  | Perú      | 2         |   |           | Uruguay  | 1       |  |

## Puestos del 13 al 16
|  | 13° al 16°    | 13° al 16° |   |       | 13 y 14°      | 13 y 14° |  |
|  |               |            |   |       |               |          |  |
|  |               |            |   |       |               |          |  |
|  | Bielorrusia   | 3          |   |       |               |          |  |
|  | India         | 0          |   |       |               |          |  |
|  |               |            |   |       |               |          |  |
|  |               |            |   |       |               |          |  |
|  |               |            |   |       | Bielorrusia   | 2        |  |
|  |               | Marruecos  | 1 |       |               |          |  |
|  |               |            |   |       |               |          |  |
|  |               |            |   |       |               |          |  |
|  |               |            |   |       | 15 y 16°      |          |  |
|  |               |            |   |       |               |          |  |
|  | Marruecos     | 2          |   | India | 3             |          |  |
|  | Nueva Zelanda | 1          |   |       | Nueva Zelanda | 0        |  |

## Resultado final
| #                 | País            |
| ----------------- | --------------- |
| Medalla de oro    | Polonia         |
| Medalla de plata  | Estados Unidos  |
| Medalla de bronce | Rusia           |
| 4                 | Japón           |
| 5                 | Canadá          |
| 6                 | República Checa |
| 7                 | Reino Unido     |
| 8                 | Tailandia       |
| 9                 | Perú            |
| 10                | Hungría         |
| 11                | Argentina       |
| 12                | Uruguay         |
| 13                | Bielorrusia     |
| 14                | Marruecos       |
| 15                | India           |
| 16                | Nueva Zelanda   |